# لیلی هانسون
لیلی هانسون (به انگلیسی: Lily Hanson) با نام سابق جو هانسون (زاده ۲۳ فوریهٔ ۱۹۸۳) کمدین، یوتیوبر، نویسنده، مجری و رپر آمریکایی است.
او یک زن ترنس است.